# Кулаковичі Треті
Кулаковичі Треті (пол. Kułakowice Trzecie) — село в Польщі, у гміні Грубешів Грубешівського повіту Люблінського воєводства.
Населення — 583 особи (2011).
У 1975—1998 роках село належало до Замойського воєводства.

## Демографія
Демографічна структура станом на 31 березня 2011 року:
|          | Загалом | Допрацездатний вік | Працездатний вік | Постпрацездатний вік |
| -------- | ------- | ------------------ | ---------------- | -------------------- |
| Чоловіки | 301     | 79                 | 179              | 43                   |
| Жінки    | 282     | 63                 | 143              | 76                   |
| Разом    | 583     | 142                | 322              | 119                  |